# Signalisation ferroviaire
 (novembre 2013).

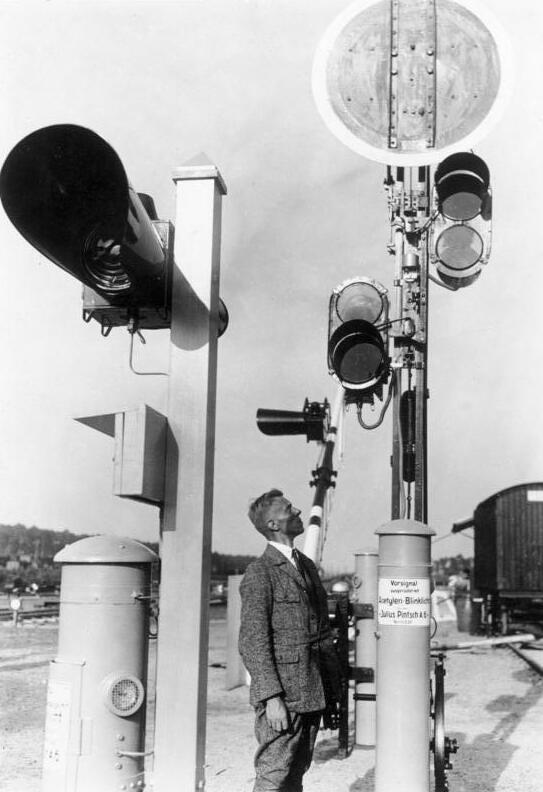
Nouvelle signalisation allemande de passage à niveau, en 1928

La signalisation ferroviaire est un système d'informations destiné à renseigner le conducteur d'une circulation ferroviaire lui donnant, sous forme de codes réalisés par des signaux de forme, de combinaisons, ou de couleur diverses, dont la signification est prédéfinie, disposés le long des voies ou en cabine, toutes les informations qui lui sont nécessaires afin de régler la marche de son convoi et rouler en toute sécurité. Les informations données par ce moyen peuvent concerner une limitation de vitesse à respecter, un arrêt non prévu à la marche à exécuter, l'information d'une direction géographique vers laquelle le convoi va s'engager, des prescriptions concernant la traction électrique, etc. La signalisation est un des éléments de base de la sécurité ferroviaire.
Depuis les débuts des chemins de fer, la signalisation ferroviaire est généralement spécifique au réseau de chaque entreprise ferroviaire. L'harmonisation des différentes signalisations est un enjeu important de l'interopérabilité des réseaux ferroviaires en Europe, et en Amérique du Nord où la présence de centaines de compagnies privées a très tôt imposé un effort de standardisation important.

## Objectif
La signalisation ferroviaire est un moyen de donner des ordres au conducteur d'un véhicule et a pour objectif d'éviter :
- les risques inhérents à la circulation ferroviaire :
  - le « nez à nez », quand deux trains se retrouvent face à face sur la même voie,
  - le « rattrapage », quand le train suiveur rattrape celui qui le précède,
  - la « prise en écharpe », quand un train arrive sur un aiguillage déjà occupé par un train venant d'une autre direction ;
- les risques de déraillement (limitation de vitesse dans les courbes, les zones d'aiguillage et de travaux) ;
- les risques inhérents aux passages à niveau, intersections avec le réseau routier.

Le risque de nez-à-nez est pris en charge par les enclenchements de sens.
Le risque de rattrapage est pris en charge par le cantonnement.
Le risque de prise en écharpe est pris en charge par les enclenchements internes au poste d'aiguillage (enclenchement d'itinéraires, enclenchement de transit…).
Les risques de déraillement sont pris en charge par les limitations de vitesse, des systèmes de surveillance des chargements, de chutes de rochers, de chutes de véhicules routiers et de la température des boîtes d'essieux.
Les risques aux passages à niveau sont pris en charge par des dispositifs d'annonce des trains.

## Signalisation classique ou latérale
La signalisation classique est constituée de signaux implantés (ou présentés) le long de la voie. Elle est également appelée signalisation latérale. Elle peut être implantée sur des poteaux, des potences, des portiques.

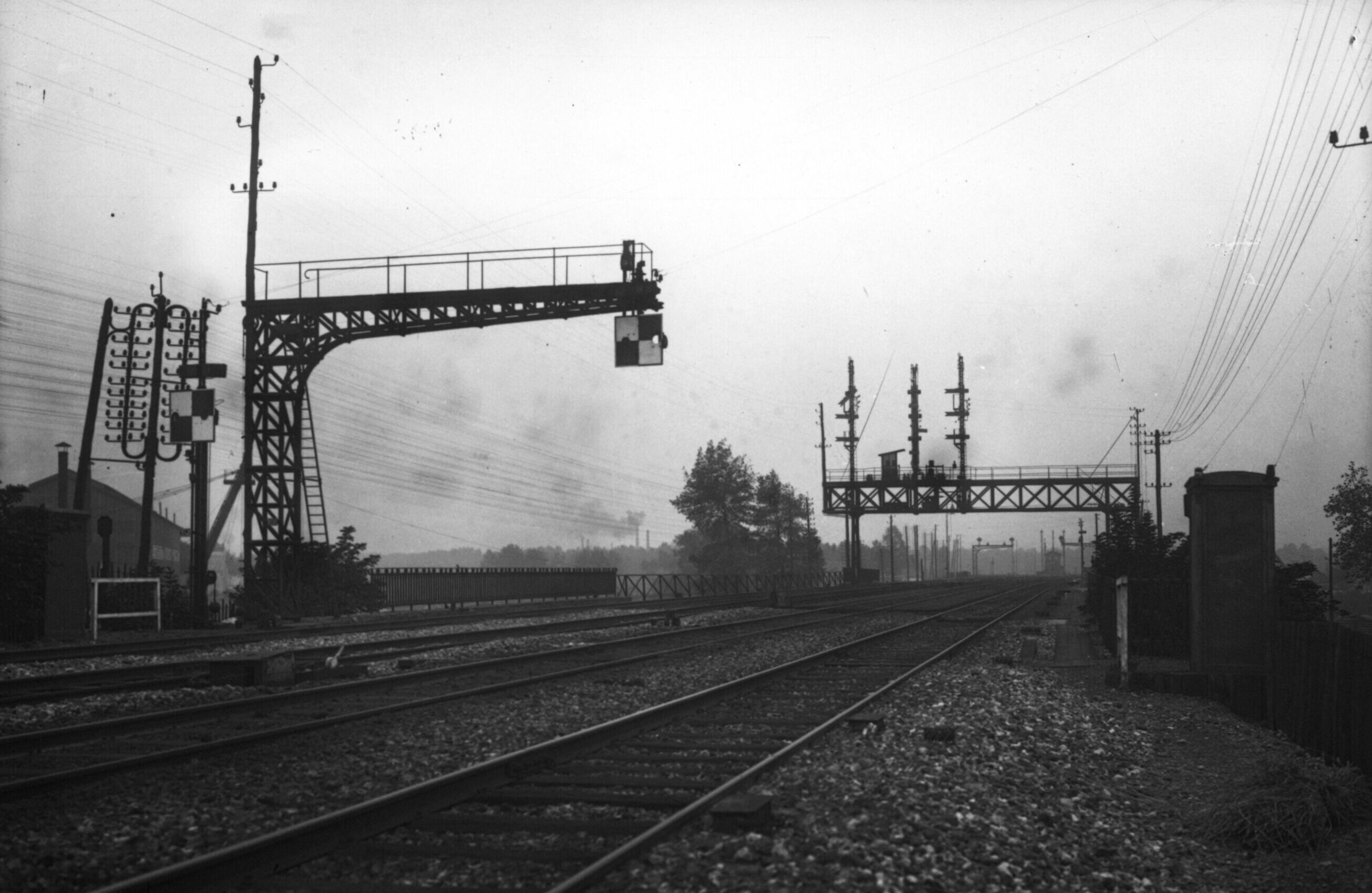
Mât, potence et portique de signalisation en 1910.

Une signalisation mobile et/ou temporaire (chantier par exemple), peut venir compléter la signalisation fixe permanente.
La signalisation comporte différents types de signaux :
- signaux lumineux ;
- signaux mécaniques (en voie de disparition) ;
- signaux à main/mobiles (lampes, drapeaux) ;
- signaux acoustiques (pétards, coups de klaxon, bips radio).

Le respect des signaux est impératif, condition sine qua non de la sécurité.

## Signalisation en cabine
Avec l'avènement des trains à grande vitesse, la signalisation latérale ne permettait plus la circulation en toute sécurité, car au-delà d'une certaine vitesse, les informations qu'elle donne ne peuvent plus être perçues par le conducteur. On a donc dû inventer des systèmes où ces mêmes informations sont affichées directement dans le poste de conduite. On peut même combiner les deux, c'est-à-dire un système de signalisation en cabine et une signalisation latérale au cas où le premier défaille, ainsi que pour les convois dont le poste de conduite n'est pas équipé du module d'affichage ad hoc.

## L'ETCS
Dans un but d'uniformisation, pour favoriser l'interopérabilité ferroviaire, les chemins de fer européens vont être petit à petit équipés d'un système de signalisation en cabine et de contrôle de la vitesse unique.

## Signalisation des tramways

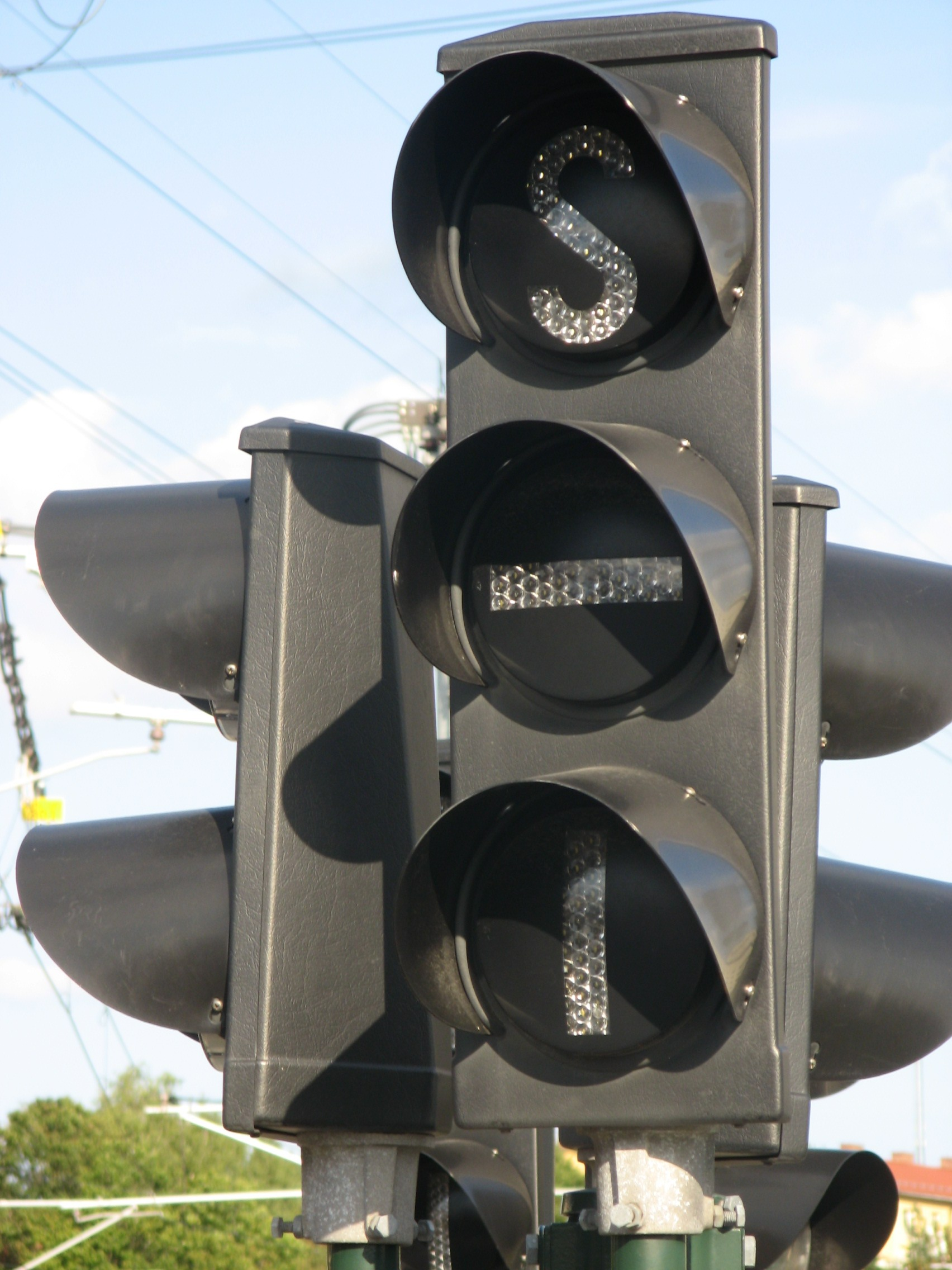
Signal du tramway de Stockholm.

La signalisation des tramways n'est pas normalisée et change selon le réseau. Néanmoins, il y a certaines constantes, comme le système de croisement avec les rues. On y trouvera souvent une barre verticale, signifiant que le passage du tram est autorisé ou une horizontale l'interdisant.

## Histoire
En 1935, la signification de la couleur des feux a changé à la suite d'une convention internationale, selon les principes du code Verlant : la couleur blanche n'indique plus la voie libre, et le feu vert n'indique plus de ralentir.